# 岐阜県公安委員会
岐阜県公安委員会（ぎふけんこうあんいいんかい）は、岐阜県警察を管理するため岐阜県知事所轄の下に設置される行政委員会である。3人の委員で組織され、委員の任期は3年である。所在地は岐阜市薮田南2丁目1番1号である。

## 委員
- 委員長
  - 林正子　（任期:2017年12月19日-2020年12月18日、1期目、国立大学法人岐阜大学副学長）
- 委員
  - 矢橋龍宜（任期:2020年2月24日-2023年2月23日、2期目、矢橋ホールディングス株式会社代表取締役社長）
  - 佐々木裕茂（任期:2020年3月25日-2023年3月24日、1期目、特定医療法人録三会理事長）

## 下部組織
- 岐阜県警察